# X-vliegtuig

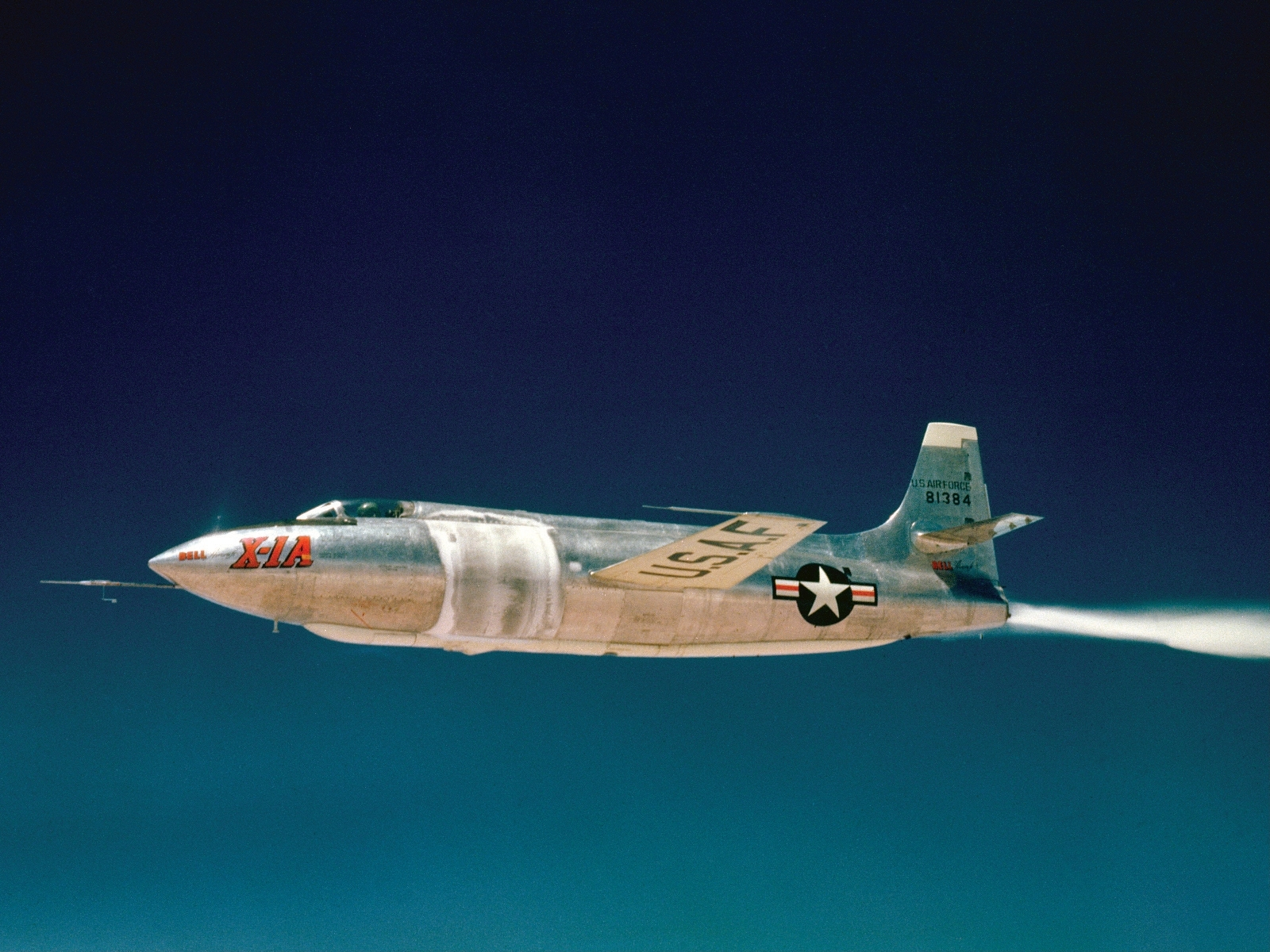
De Bell X-1A tijdens een vlucht.

Een X-vliegtuig, in het Engels X-plane genoemd, is een Amerikaans experimenteel vliegtuig, gebouwd om specifieke technologieën te testen. De term X staat dan in het Engels voor experimental.
Het eerste en waarschijnlijk ook het bekendste X-vliegtuig was de Bell X-1: het toestel waarmee de eerste tests werden uitgevoerd om de geluidsbarrière te doorbreken.